# Estatua de Ricardo Corazón de León
La estatua ecuestre de Ricardo Corazón de León es una escultura ecuestre en bronce de 9 metros de altura que representa al rey Ricardo I de Inglaterra, más conocido como Ricardo Corazón de León, quien reinó entre los años 1189 y 1199. La escultura está incluida dentro de los monumentos clasificados del Reino Unido y se encuentra situada a las afueras del palacio de Westminster, frente a la entrada de la Cámara de los Lores, en el lugar conocido como Old Palace Yard. La obra fue realizada por el escultor italiano barón Carlo Marochetti en 1856.

## Historia

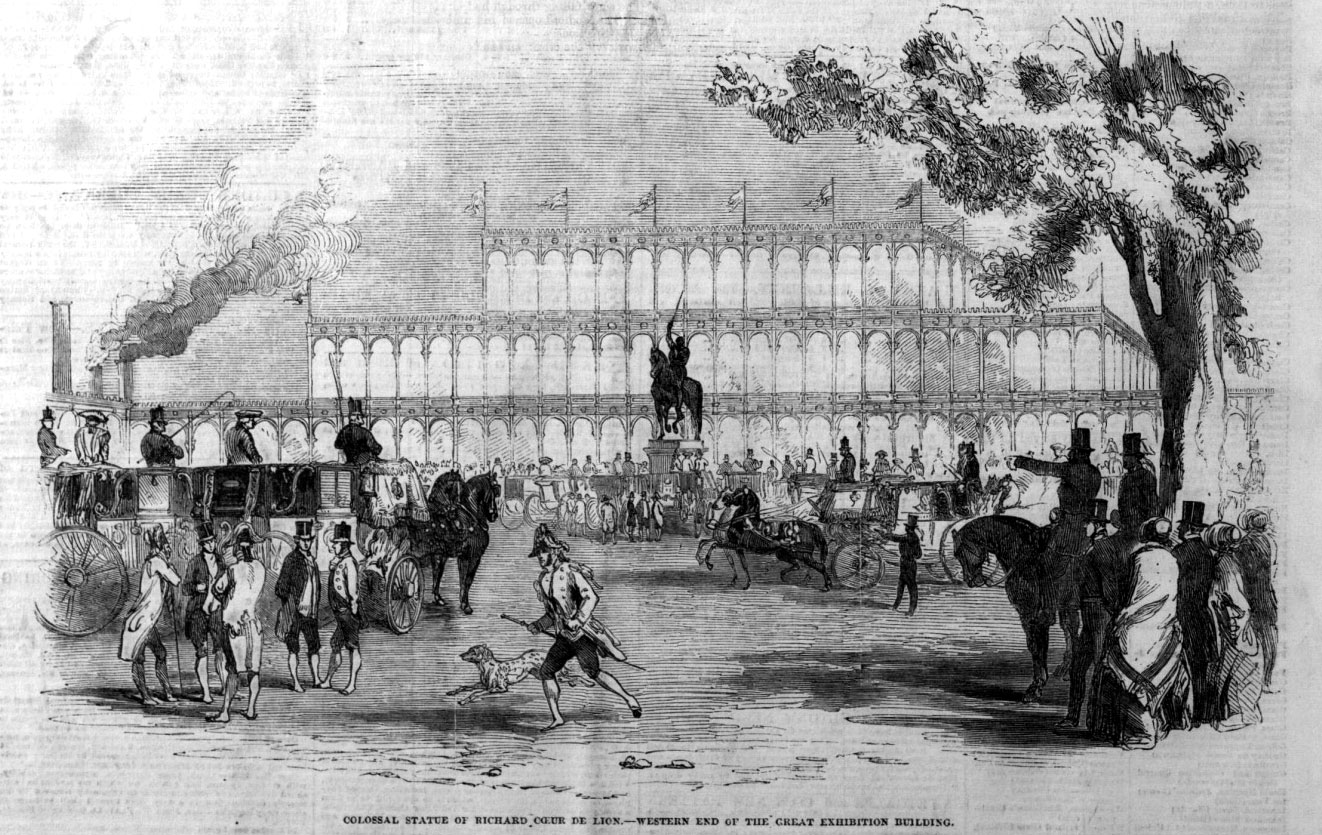
La estatua original de arcilla en su emplazamiento junto al Palacio de cristal durante la Gran Exposición de Londres de 1851

La estatua fue primeramente realizada en arcilla y expuesta durante la Gran Exposición de Londres de 1851, junto al palacio de Cristal. La obra fue tan bien recibida que dos años más tarde la reina Victoria y el príncipe consorte encabezaron una lista de ilustres benefactores que se encargaron de reunir fondos para su realización en bronce.
A pesar de que se consiguió reunir el dinero y de que el molde de bronce estaba finalizado en 1856, una larga disputa retrasó su instalación varios años. La idea original era erigirlo como memorial de la Gran Exposición de 1851
pero esta idea encontró una gran oposición así como la de su emplazamiento a las afueras del palacio de Westminster. Se propusieron varias localizaciones hasta que se alcanzó el acuerdo de instalar la estatua en Old Palace Yard, su ubicación actual y lugar preferido por Marochetti.
La estatua fue instalada en octubre de 1860 pero no fue hasta marzo de 1867 que se finalizó completamente con la adicción de unos bajo-relieves de bronce a cada lado del pedestal  
La calidad de la estatua causó problemas durante la primera mitad del siglo. La cola del caballo se cayó el día después de su instalación y cuarenta años más tarde se descubrió que estaba llena de agujeros y que nunca fue debidamente fijada a su pedestal. Durante la Segunda Guerra Mundial escapó milagrosamente de la destrucción cuando una bomba alemana, durante el Blitz, cayó muy próxima al monumento alcanzándole la metralla. El pedestal y la cola del caballo sufrieron daños y la espada se dobló a causa de la explosión.
En 2009 el Parlamento británico autorizó un proyecto destinado a la conservación y restauración del monumento.

## Descripción
La estatua de bronce alcanza una altura de 9 metros incluido el pedestal y muestra al rey Ricardo I sobre un caballo. El rey porta en su cabeza  un casco coronado y viste una cota de malla bajo el sobreveste. Con el brazo estirado mantiene su espada recta en el aire. La postura del caballo indica que está presto a cargar en batalla.
El pedestal de granito también fue diseñado por Marochetti y ejecutado por Freeman & Co.
Los bajo-relieves de bronce muestran una escena de la batalla de Ascalón, considerada la última batalla de la Primera Cruzada, donde Ricardo I, en su lecho de muerte, perdona al arquero que le hirió mortalmente en 1199. Estos bajo-relieves fueron añadidos en los lados este y oeste del pedestal entre 1866 y 1867.
Las letras de bronce en su frontal muestra la inscripción: RICHARD I CŒUR DE LION / 1189–1199.

## Galería

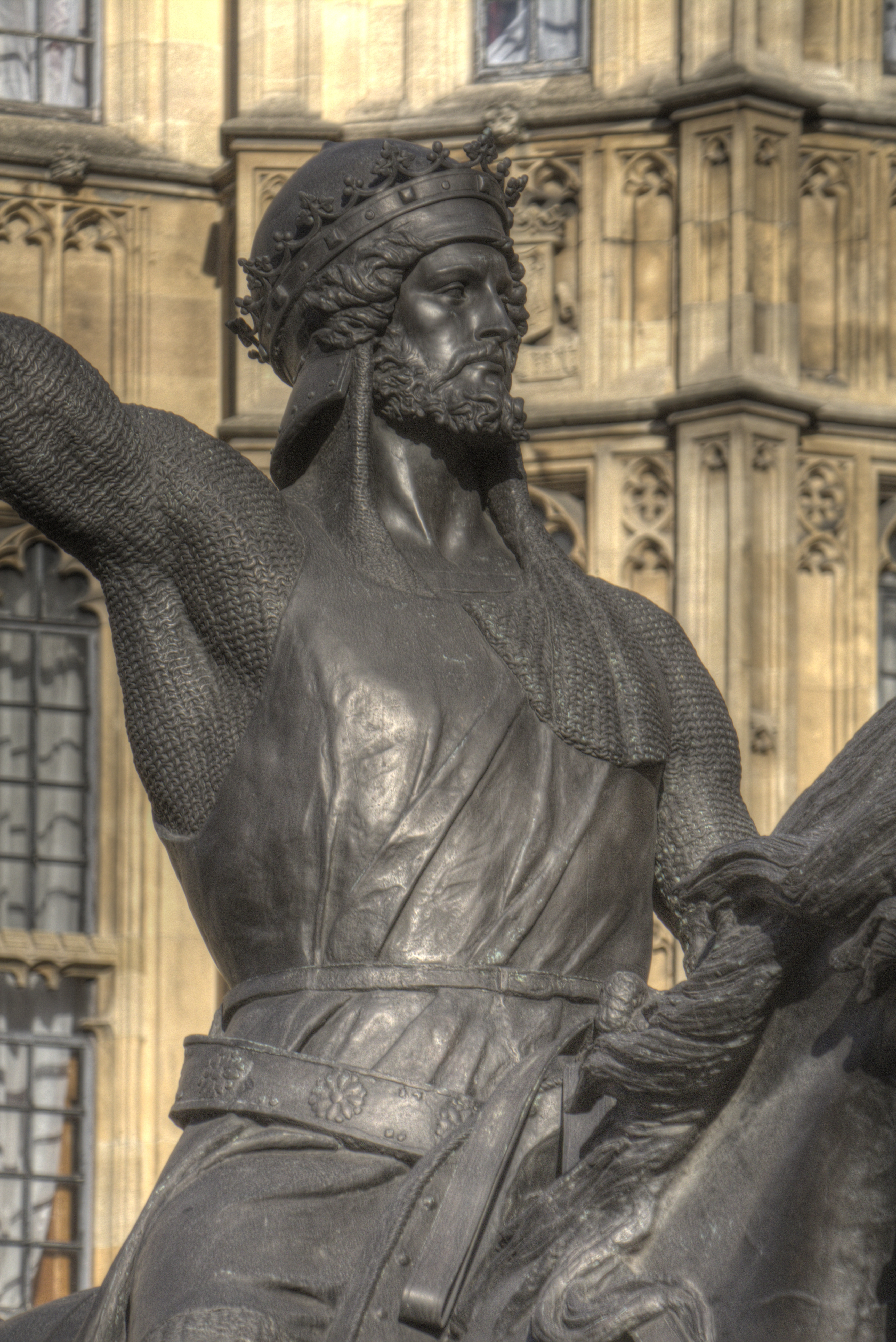
Detalle de la estatua. La cota de malla fue criticada por falta de realismo
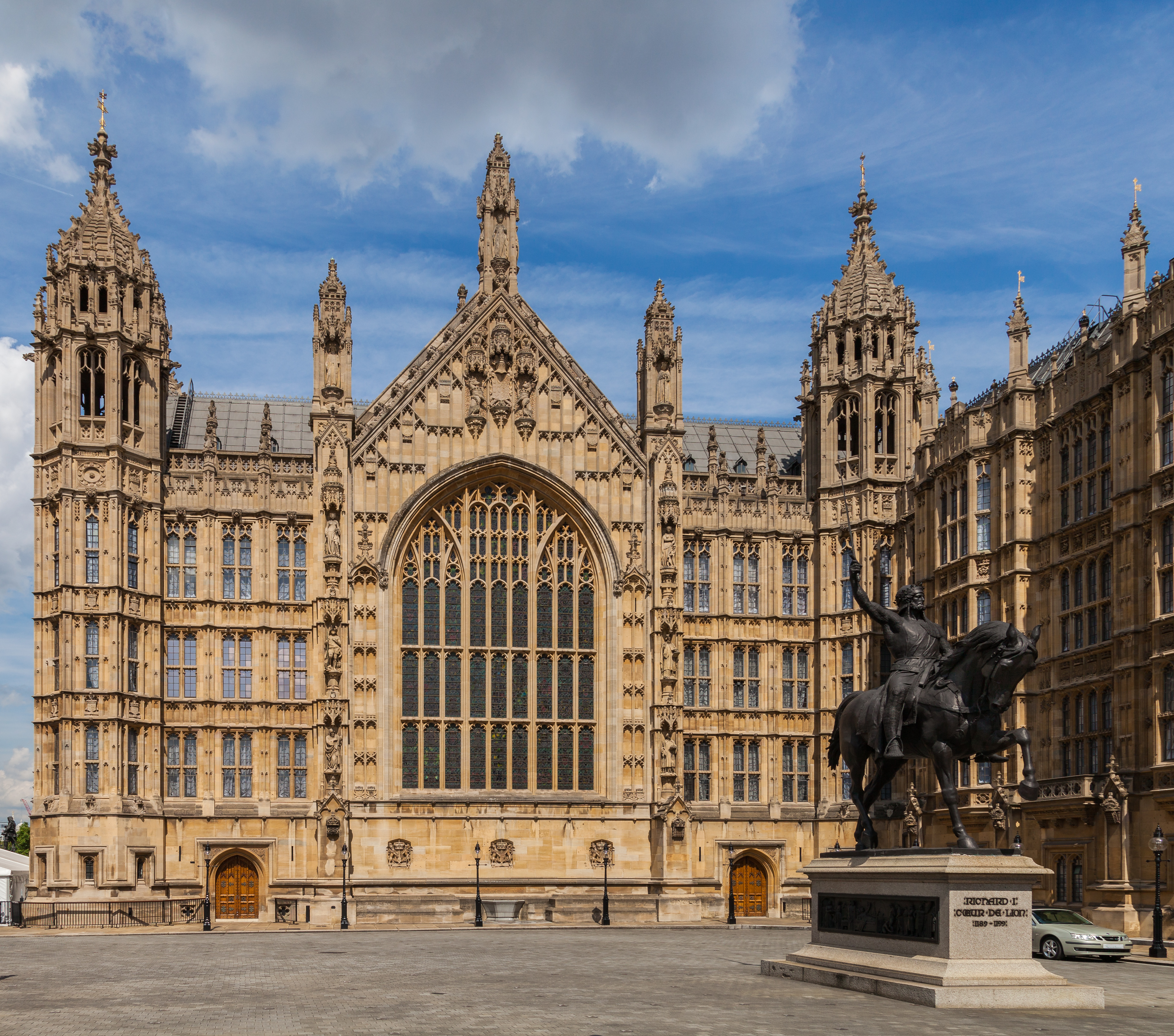
Vista en su ubicación en Old Palace Yard
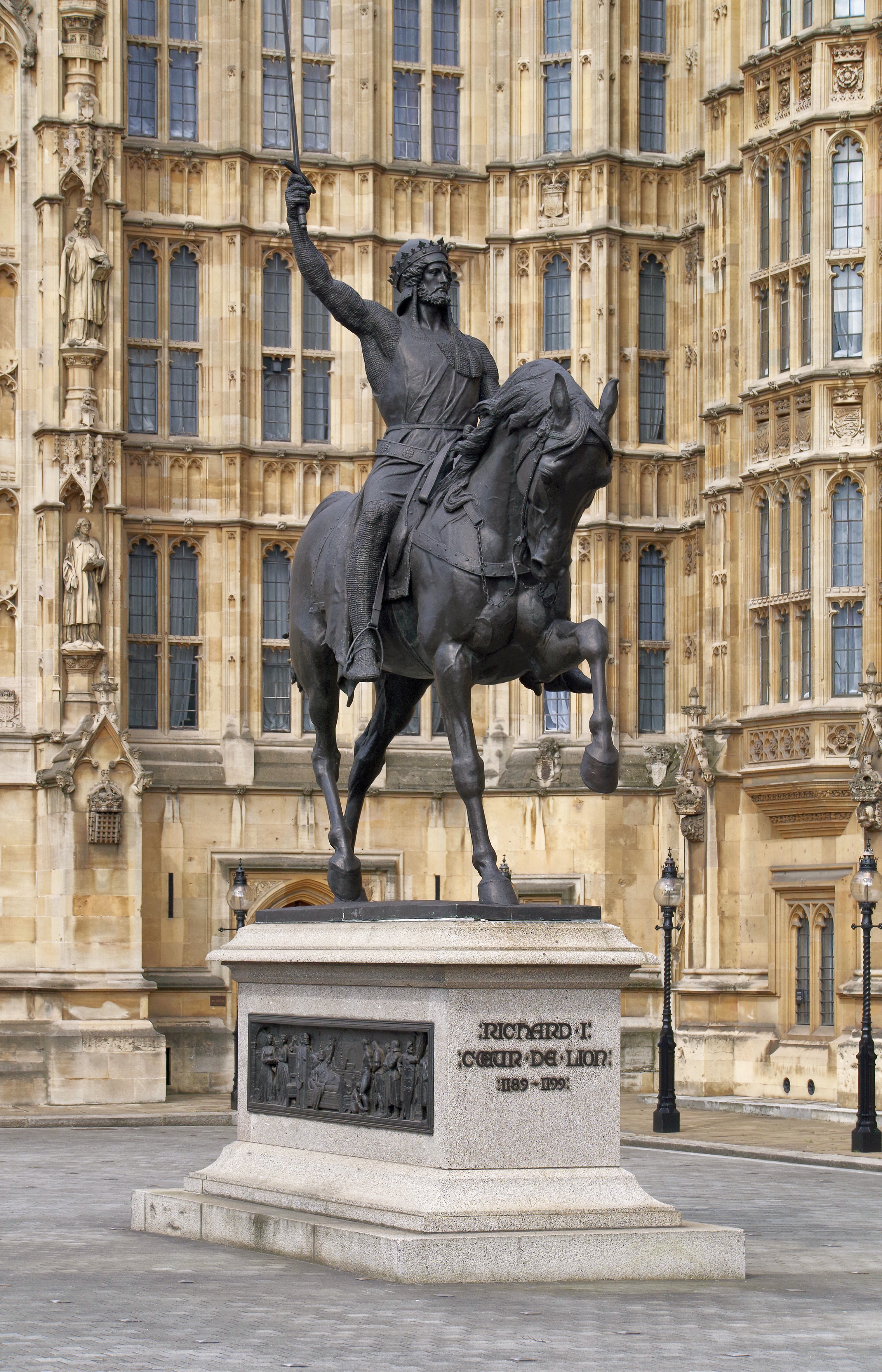
Vista completa mostrando uno de los bajo-relieves.
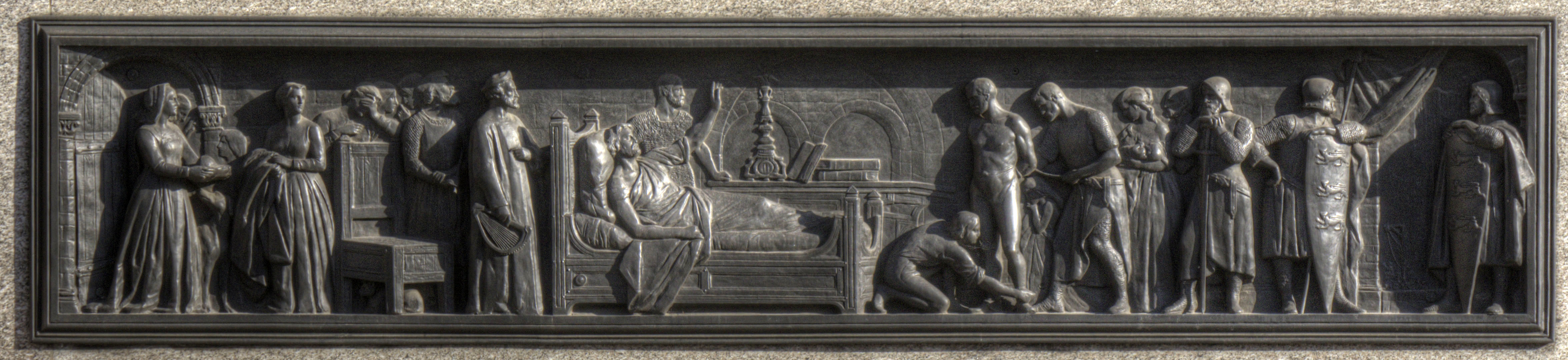
Detalle del bajo-relieve que muestra el momento en que Ricardo I, en su lecho de muerte, perdona a quien le hirió mortalemente.